# DGP模型
DGP模型（DGPもけい）とは、Giorgi Dvali・Gregory Gabadadze・Massimo Porratiによって考案された重力理論。アインシュタインテンソルを変更する修正重力理論の一種であり、状態方程式が時間の経過とともに変化する理論の1つである。DGP模型では、この宇宙は5次元のバルクに埋め込まれた3次元のブレーンであり、重力は5次元のバルク内も移動できると考える。ただ、実際の観測データと合わず、ゴーストが存在してしまうという課題もある。